# ふたりなら
『ふたりなら』は、財津和夫の通算20枚目のシングル。

## 背景
前作「GOAL」から2年の期間を空けて発売されたシングルで、初のマキシシングルである。

## 収録曲
| 全作詞・作曲・編曲: 財津和夫。 |                  |          |            |      |
| #                              | タイトル         | 作詞     | 作曲・編曲 | 時間 |
| 1.                             | 「ふたりなら」   | 財津和夫 | 財津和夫   | 5:01 |
| 2.                             | 「ちいさな奇蹟」 | 財津和夫 | 財津和夫   | 3:41 |
| 3.                             | 「さわぐ心」     | 財津和夫 | 財津和夫   | 4:02 |
| 合計時間:                      | 合計時間:        | 12:44    |            |      |

## タイアップ
| # | 曲名             | タイアップ                                               | 出典        |
| - | ---------------- | -------------------------------------------------------- | ----------- |
| 1 | 「ふたりなら」   | 博多座『ロミオとジュリエット2001』主題曲                 | [ 1 ] [ 2 ] |
| 2 | 「ちいさな奇蹟」 | 共栄火災CMソング                                         | [ 1 ] [ 2 ] |
| 3 | 「さわぐ心」     | 朝日放送『ガラスの地球を救え』キャンペーンイメージソング | [ 1 ] [ 2 ] |